# Токсинология
Токсинология — наука, изучающая свойства ядов животного, растительного и микробного происхождения и токсический процесс, вызванный отравлением ими. Может рассматриваться, как раздел токсикологии, а также, как междисциплинарная наука. Поступление, распределение, метаболизм в организме, а также механизм действия некоторых токсинов, а также существующие и возможные способы их применения изучается военной токсикологией, так как эти яды могут использоваться в качестве химического и биологического оружия (ботулотоксин и др.), а также как отравляющие вещества для диверсионных и террористических целей. В то же время, природные яды (токсины) широко используются в медицине.
Зоотоксикология, фитотоксинология, токсинология микроорганизмов — основные разделы (составные части) токсинологии, изучающие токсический процесс вследствие поражения соответственно ядами (токсинами) животных, растений и возбудителей инфекционных заболеваний, химическую природу этих ядов, их токсикокинетику и токсикодинамику.
Биологическое оружие на основе токсинов является оружием массового поражения и запрещено согласно Женевскому протоколу 1925 года.

## Основные классификации токсинов
- - 1. Классификация источников выделения токсинов
- 1.1 Токсины животного происхождения (зоотоксины): сакситоксин, тетродотоксин, батрахотоксин, палитоксин, бунгаротоксин и другие яды насекомых, земноводных, пресмыкающихся, различных морских и других животных.
- 1.2 Токсины растительного происхождения (фитотоксины и микотоксины): мускарин, никотин, аконитин, рицин, абрин, курцин, модецин и другие токсины, выделенные из растений и грибов.
- 1.3 Токсины бактериального происхождения: ботулинические токсины, столбнячный токсин, дифтерийные токсины, стафилококковые энтеротоксины, шигеллотоксин и др.
  - 2. Классификация по способам выделения микроорганизмами бактериальных токсинов.
- 2.1 Экзотоксины: ботулинические токсины, дифтерийные токсины, столбнячный токсин и др.
- 2.2 Эндотоксины: шигеллотоксин, брюшнотифозный токсин и др.
  - 3. Классификация по органоспецифичности и механизмам действия
- 3.1 Токсины избирательного системного действия. Нейротропные яды и токсины (тубокурарин, физостигмин, тетродотоксин, сакситоксин, ботулинические токсины и другие); кардиотропные яды (строфантин) и др.
- 3.2 Цитотоксические токсины: рицин, абрин, дифтерийные токсины, гистотоксины и др.
- 3.3 Токсины комбинированного действия. Яды, содержащие компоненты с различной направленностью действия (нейротоксины и гемагглютинины ядов бактерий, змей, насекомых и т. п.). Токсины-ферменты, характеризующиеся фосфолипазной активностью в смесях с нейротоксинами. Цитотоксины с преимущественным действием на определённые ткани (холероген). «Химерные» токсины, содержащие субъединицы различных токсинов и др.

## Яды животного происхождения
Зоотоксинология изучает свойства токсинов, а также токсикокинетику и токсикодинамику ядов простейших (Protozoa), губок (Spongia), кишечнополостных (Coelenterata), червей (Vermes), моллюсков (Mollusca), паукообразных (Arachnida), насекомых (Insecta), многоножек (Myriapoda), иглокожих (Echinodermata), рыб (Pisces), круглоротых (Cyclostomata), амфибий (Amphibia), рептилий (Reptilia), млекопитающих (Mammalia).
Наибольший интерес для токсикологов (специалистов, занимающихся токсинологией) представляют тетродотоксин, сакситоксин, палитоксин, батрахотоксин, яды змей. Тетродотоксин обнаружен в половых железах морских рыб (фугу, скалозуб, иглобрюх) и органах ряда других животных. Сакситоксин содержится в высокой концентрации в морских брюхоногих моллюсках Saxidomus giganteus и др., которые получают его вместе с планктоном, в котором содержатся одноклеточные жгутиковые Dinoflagelata. Палитоксин выделен из коралловых полипов Palythoa caribaerum. Батрахотоксин содержится в кожных железах некоторых видов лягушек-древолазов из рода листолазов, у некоторых птиц Новой Гвинеи).
ЛД50 данных токсинов составляют для грызунов от 0,15 до 8 мкг/кг. Эти яды нарушают движение ионов в синаптических мембранах. Так, палитоксин резко усиливает выход катионов из аксональных и постсинаптических мембран. Этот яд обладает судорожным действием, которое сменяется паралитическим состоянием.
Тетродотоксин и сакситоксин блокируют выход катионов из ионных каналов синаптических мембран. При отравлении этими токсинами развиваются параличи поперечно-полосатой мускулатуры без судорожного синдрома. Яды змей обладают курареподобным (например, бунгаротоксины змеи Bungarus multicinctus семейства аспидовых), гемовазотоксическим и другими эффектами.

## Яды микробного происхождения
К ядам микробного происхождения относятся токсины практически всех патогенных микроорганизмов: патогенных клостридии, вызывающие анаэробную инфекцию мягких тканей конечностей, туловища, мозга человека, а также другие инфекционные заболевания человека и животных (ε-токсин — Clostridium perfringens, β-токсин и лейкоцидин — Clostridium perfringens, экзотоксин — Clostridium oedematoides), возбудителей листереллеза (токсин Listeria monocytogenes), дифтерии, энтероколитов (энтеротоксин A), пневмонии (Streptococcus pneumoniae), холерный токсин (холероген) и др.
- 1. Ботулотоксин

Экзотоксины ботулинических бактерий (Clostridium botulinum) различных штаммов представляют собой смеси двух биполимеров — нейротропного α-токсина (полипептида) и гемагглютинирущего α-токсина (гликопротеида). Нейротропные компоненты получили название ботулотоксинов.
В настоящее время известны семь типов ботулотоксинов (A, B, C, D, E, F, G), входящих в состав экзотоксинов ботулинических бактерий различных штаммов.
Ботулотоксины всех типов подобны друг другу по характеру поражающего действия на организм млекопитающих, хотя несколько и отличаются между собой первичными структурами, степенью токсического действия и иммуногенными свойствами.
Для человека особо опасными являются ботулотоксины типов А, В, Е и F, из которых наибольшей токсичностью характеризуется ботулотоксин типа А. Кристаллический нейротропный α-токсин типа А, выделенный в виде бесцветных игл, представляет собой двудоменную глобулу с молекулярной массой около 150 тыс. Да, включающей до 1500 аминокислотных остатков. Токсичность ботулотоксина обусловлена действием двух доменов (А и В), которые связаны друг с другом одним дисульфидным мостиком.
Ботулотоксин блокирует выброс (выделение, освобождение) медиатора в синаптическую щель, в результате чего межнейронная (нервно-мышечная) передача прерывается. Возникает паралитический эффект. Ботулотоксины проявляют свойства периферических и центральных миорелаксантов. ЛД50 ботулотоксина составляют 5•10−6 мг/кг (мыши, подкожно), для человека ЛД50 составляет 5•10−5 мг/кг (орально). В 1975 году ботулотоксин типа А был принят на вооружение армии США под шифром "агент ХR". Несмотря на биологическую природу токсина, «агент ХR» относится к компоненту химического (а не биологического) оружия. Может быть использован в качестве элемента оружия массового поражения странами, не подписавшими Конвенцию о запрещении разработки, производства, накопления и применения химического оружия и о его уничтожении 1993 г.,
- 2. Токсин столбняка

Экзотоксины столбнячной палочки (Clostridium tetani) представляют собой смеси двух биополимеров: нейротропного тетаноспазмина (вызывающего судороги центрального происхождения) и гематропного тетанолизина (разрушающего мембраны эритроцитов). Тетаноспазмин получен в аморфном и кристаллическом состоянии. Это — двудоменная глобула, в составе которой имеется 1279 аминокислотных остатка. Домены (А и В) связаны друг с другом одним дисульфидным мостиком. В-домен обеспечивает транспорт токсина в организме, «узнавание» биомишени (пресинаптических мембран тормозных нейронов спинного мозга и ствола мозга) и последующую рецепцию на специфичных участках этой мембраны. Наибольшую опасность представляет тетаноспазмин, действием которого и объясняются поражающие эффекты столбняка, вызываемые как самим экзотоксином, так и продуцирующими его бактериями. ЛД50тетаноспазмина составляют 5•10−6 мг/кг (мыши, подкожно),ЛД50 для человека — 3,4•10 −3 мг/кг (орально). При введении мышам подкожно одной ЛД50 летальный исход наступает через 3-4 суток, при 500 ЛД50 — в течение 1 суток.
- 3 Стафилококковый энтеротоксин

Экзотоксины стафилококков представляют собой смеси биополимеров. Способность вызывать отравления (поражающая способность при применении с военными целями) стафилококковых экзотоксинов связана с наличием в их составе энтеротоксинов (греч. enteros — кишка), вызывающих у поражённых (отравленных) желудочно-кишечные интоксикации, что приводит к временному выведению живой силы из строя. Наиболее активны стафилококковые энтеротоксины, продуцируемые золотистыми стафилококками (Staphylococcus aureus) различных штаммов (A, B, C1, C2, D, E, F). Эти бактерии широко распространены в природе, являются устойчивыми аэробами.
При пищевых стафилококковых интоксикациях токсикодикамика экзотоксинов обусловлена действием гемолизинов, вызывающих лизис мембран эритроцитов; эксфолиатинов, способствующих разрушению глобулярных белков межклеточной жидкости; энтеротоксинов, избирательно нарушающих водопроницаемость стенок кровеносных капилляров, пронизывающих эпителий тонкого кишечника, с одновременным раздражением эметического центра головного мозга (ответственного за рвотные рефлексы).
Скрытый период составляет 0,5-6 ч, после чего проявляются следующие симптомы поражения: боли в области живота, обильное слюнотечение, тошнота, рвота, неудержимый кровавый понос (диаррея); постепенное снижение кровяного давления, общая слабость, снижение температуры тела; резкое падение кровяного давления, угнетение деятельности центральной нервной системы, глубокая гипотермия (ниже 35 °C).
Симптомы поражения идентичны при любых путях поступления экзотоксина в организм (ингаляционно, подкожно, орально).
[14,15].
Экзотоксин в виде порошка (продуцируемый золотистым стафилококком типа В) может использоваться в военных и террористических цялях для временного выведение живой силы из строя на сутки и более [8].
- 4.Микотоксины

Микотоксины (от греч. μύκης, mykes, mukos — «гриб»; τοξικόν, toxikon — «яд») — это токсичные метаболиты микроскопических грибов (плесеней), выделяемые ими во внешнюю среду. Развиваются на растениях, в почве, пищевых продуктах, а также на питательных средах в условиях искусственного культивирования. В настоящее время известно около 250 видов различных микроскопических грибов, продуцирующих более 100 токсичных метаболитов.
Употребление в пищу муки, содержащей алкалоиды спорыньи ржи, приводило к тяжелых поражениям организма, которые носили характер эпидемии. Практически все растения могут служить субстратами для роста и последующего образования микотоксинов. При этом создается возможность заражения окружающей среды, что может привести к поражению людей. Микотоксины представляют интерес для использования их с военными целями.
Основные типы наиболее распространённых и активных микотоксинов: замещённые кумарины (афлатоксины, охратоксины); трихотецены; алкалоиды (производные лизергиновой кислоты); производные пирана (цитринин, патулин).
- - 4.1. Афлатоксины, охратоксины

Продуцентами афлатоксинов являются патогенные грибы рода Aspergillus. Природными субстратами этих грибов являются арахис, кукуруза, другие зерновые и бобовые, семена хлопчатника, различные орехи, некоторые фрукты, овощи. Афлатоксины по химическому строению являются производными замещённых кумаринов или фурокумаринов. Афлатоксины — кристаллические вещества с температурой плавления выше 200 °C. Практически не разрушатся в процессе обычной технологической или кулинарной обработки загрязнённых пищевых продуктов. ЛД50 афлатоксинов для различных животных составляет от 0,3 до 18 мг/кг (орально). Обладают гепатотропным, канцерогенным, мутагенным, тератогенным и иммуносупресивным эффектами.
Охратоксины А, В, и С — изокумарины, связанными пептидной связью с L -фенилаланином. Впервые выделены в странах Южной Африки. Обладают нефротоксическом, тератогенным и канцерогенным действием. При остром действии поражают желудочно-кишечный тракт и печень. ЛД50 для различных животных составляет от 3 до 13 мг/кг (орально).
- - 4.2. Трихотеценовые микотоксины

В настоящее время известно более 40 трихотеценовых микотоксинов (продуцентами которых являются, в основном, микроскопические грибы рода Fusarium).
Природные трихотецены — бесцветные кристаллические вещества с температурами плавления 130—230 °C. ЛД50 токсина Т-2 для мышей составляют 5,2 мг/кг (внутримышечно), 7,0 мг/кг (орально). Трихотецены не относятся к быстродействующим токсинам. При введении крысам летальной дозы токсина Т-2 гибель наступает через 8 часов, а первые признаки поражения наблюдаются через 6 часов.
Трихотеценовые микотоксины поражают все органы и системы организма, обладают тератогенным и канцерогенным действием. В наибольшей степени поражается центральная нервная система. Симптомы острой интоксикации: диарея, тошнота, рвота, понижение температуры тела, снижение двигательной активности. Через день наступает состояние, похожее на состояние после тяжелого опьянения. При длительном употреблении, так называемого, «пьяного хлеба» (приготовленного из зерна, поражённого микотоксинами) у людей наблюдаются истощение, потеря зрения, явления нарушения психики. У животных характерными симптомами отравления являются отказ от корма (особенно у свиней и лошадей), повышенная возбудимость, сменяющаяся слабостью, угнетение рефлексов.
- - 4.3. Производные лизергиновой кислоты

Отравления микотоксинами, вырабатываемыми грибами Claviceps purpurea, загрязняющими зерновые продукты, являются самыми древними из известных микотоксикозов человека и животных. Claviceps purpurea поражает многие (более 150 видов) дикорастущие и культурные злаковые растения, в том числе рожь, ячмень, овес и пшеницу. Эти микотоксины являются в основном производными лизергиновой кислоты (около 30 соединений). Конвульсивная клиническая форма сопровождается судорожным синдромом и диареей. При гангренозной форме развивается сухая гангрена, отторжение мягких тканей, а нередко и целых конечностей (чаще нижних) в местах суставных сочленений. Токсичность колеблется и достигает ЛД50 эрготоксинов составляет 40 мг/кг (внутрибрюшинно, мыши).
- - 4.4. Производные пирана. Цитринин. Патулин

Цитринин был впервые выделен из культуры Penicillum citrinum 1931 году. Кристаллическое вещество жёлтого цвета с температурой плавления 170—171 °C. Цитринин часто обнаруживают в качестве природного загрязнителя продовольственного сырья и кормов (пшеницы, ячменя, овса, ржи, арахиса, кукурузной муки). Цитринин обладает выраженным нефротоксическим действием.
Патулин был впервые выделен из культуры Penicillum patilum. Высокотоксичен, обладает мутагенными и канцерогенными свойствами.
Грибы продуценты патулина поражают преимущественно фрукты (чаще всего поражаются яблоки) и некоторые овощи. Отравление сопровождается поражением желудочно-кишечного тракта, легких, печени, почек и селезёнки.
ЛД50 патулина для мышей составляет 10-15 мг/кг (подкожное введение).

## Яды растений
Существует огромное число различных видов растений, содержащих токсины с различной токсикокинетикой и токсикодинамикой. К ядам растений относятся алкалоиды и гликозиды, а также большое число различных типов химических соединений (от простых — HCN или FCH2COOH — до белков и пептидов). Многие из них используются для изготовления лекарственных средств, однако, существует возможность применения ряда токсинов с военными целями [1,5,6].
- 1. Рицин

Рицин — токсоальбуминов растительного происхождения. Содержится в оболочке семян клещевины (0,1 %). Жмых, остающийся после получения касторового масла, содержит 3 % рицина. Смертельные дозы рицина для различных животных составляют от 1 до 100 мкг/кг [3,4,8]. Рицин состоит из 18 аминокислот, которые образуют две полипептидные цепи. Они связаны между собой через пиридиновое кольцо. Механизм действия связан с разрушениеи молекулы токсина внутри клетки и высвобождением А-цепи, поражающей рибосомы (60-S субъединицы), нарушается функция информационной, транспортной РНК, аминоацил-транспортной РНК-синтетазы, белковых факторов, участвующие в синтезе полипептидной цепи, а также в завершении этого процесса. Рицин блокирует удлинение формируемых на рибосомах полипептидных цепей, возникающее нарушение синтеза белка в клетке приводит к её гибели [4]. Через 18-24 ч после попадания рицина внутрь организма возникает геморрагический энтероколит, затем появляются слабость, лихорадка, расстройство остроты зрения, судороги. На вторые-третьи сутки развивается паралитическое состояние и наступает смерть. Яд способен вызывать агглютинацию эритроцитов, что приводит к нарушению микроциркуляции в различных органах [3,4,8].
- 2. Абрин[2]

Абрин — это высокотоксичный белок, содержащийся в семенах индийского лакричника. По токсичности несколько превосходит рицин, но значительно менее доступен [8].
- 3. Яд кураре

Стрельный яд кураре, добываемый южноамериканскими индейцами из коры Chondodendron tomentosum, является предшественником современного микстового оружия. Вызывает паралич скелетной мускулатуры, нарушение функции зрительного и слухового анализаторов. Соединения, созданные на основе яда кураре широко применяются в медицине, для отлова диких животных, могут быть использованы с военными целями [5,8].
- 4. Аконит

Аконитин является алкалоидом, добываемым из растения борец синий (аконит аптечный). Заключённые концентрационных лагерей фашистской Германии, получившие ранение аконитиновыми пулями, погибали в течение двух часов от тяжелой интоксикации по нервно-паралитическому типу [16].
К токсинам растительного происхождения, которые могут быть использованы с военными целями, относятся
стрихнин, бруцин, бибукулин, пикротоксинин [8].
- 5. Церберин и церберозид

Цербера (Cerbera odollam) из семейства кутровых (Apocynaceae) довольно распространённое растение, родиной которого считается Индия. Однако оно растет и во Вьетнаме, Камбодже, Шри Ланке, Мьянме, на тропических островах Тихого океана. В Индии Cerbera odollam называют оталанга марам (othalanga maram) или же по-тамильски катту арали (kattu arali). На востоке её ареал ограничивается Французской Полинезией. Все части Cerbera odollam очень ядовиты, однако, наибольшее количество токсина находится в масле косточек.
Масло косточек содержит алкалоид церберин, по своей структуре схожий с дигоксином — токсином дигиталиса (наперстянки), а также гликозид церберозид. Эти яды ингибируют клеточную Na+/K+ -ATФазу, взаимодействуя с альфа-субъединицей фермента. Накопление внутри клетки ионов натрия приводит к увеличению внутриклеточного кальция. Церберин и церберозид вызывает постепенное замедление биения сердца вплоть до полной его остановки. Смерть наступает спустя 3-4 часа после попадания яда в организм.
Наиболее активным токсином является церберин. Причем, если не было известно об употреблении пострадавшим церберы, определить причину остановки сердца, практически, невозможно [17].